# Lhotka (zámek)
Zámek Lhotka se nachází ve Lhotce na Tachovsku, jež spadá pod obec Tisová. 27. listopadu 2009 byl prohlášen kulturní památkou.

## Historie
První zmínka o tvrzi ve Lhotce pochází z roku 1519, kdy byla ve vlastnictví Rendlů z Úšavy. Mokřiny s rybníkem kolem objektu nejspíše odkazují na bývalou fortifikaci tvrze. Dále se zde vystřídali Švamberkové, Jindřich Petr z Gutštejna a Kryštof Jonáš Tucher ze Šoberova. Tvrz však brzy ztratila význam panského sídla a zanikla. Mezi léty 1673–1795 drželi Lhotku v majetku Perglárové z Perglasu, na které upomíná donátorský nápis na podstavci sochy svatého Jana Nepomuckého. Ti na místě bývalé tvrze zbudovali pozdně barokní zámek. Posledními šlechtickými majiteli byli Windischgrätzové, kteří Lhotku připojili ke svému tachovskému dominiu.
Ve 20. století byl zámek využíván Státním statkem Tachov. Jeho údržba byla však zanedbávána a objekt chátral. Po roce 1989 přešel zámek do fondu Státního pozemkového úřadu. Po prohlášení kulturní památkou proběhly první nejnutnější udržovací práce, jež vyvrcholily celkovou výměnou krovu v roce 2019.

## Popis
Zámek stával uprostřed hospodářského dvora, ze kterého se dochovala sýpka. Budova bývalého lihovaru byla stržena roku 2016. Vnitřní prostory zámku jsou řešeny jako podélný dvoutrakt. Přízemní místnosti jsou klenuté na rozdíl od prostor v patře, které jsou plochostropé a zdobené štuky a fabiony. Ty se zachovaly zejména ve východní části zámku; západní část byla přebudována na sušárnu brambor.